# Бау (Нью-Гемпшир)
Бау (англ. Bow) — місто (англ. town) в США, в окрузі Меррімак штату Нью-Гемпшир. Населення — 8229 осіб (2020).

## Демографія
Згідно з переписом 2010 року, у місті мешкало 7519 осіб у 2706 домогосподарствах у складі 2205 родин. Було 2807 помешкань
Расовий склад населення:
| - 97,2 % — білих - 1,4 % — азіатів - 0,1 % — корінних американців - 0,1 % — чорних або афроамериканців |

До двох чи більше рас належало 0,9 %. Частка іспаномовних становила 1,4 % від усіх жителів.
За віковим діапазоном населення розподілялося таким чином: 26,5 % — особи молодші 18 років, 60,2 % — особи у віці 18—64 років, 13,3 % — особи у віці 65 років та старші. Медіана віку мешканця становила 44,9 року. На 100 осіб жіночої статі у місті припадало 94,8 чоловіків;  на 100 жінок у віці від 18 років та старших — 91,9 чоловіків також старших 18 років.
Середній дохід на одне домашнє господарство  становив 124 011 долар США (медіана — 110 274), а середній дохід на одну сім'ю — 136 443 долари (медіана — 120 565). Медіана доходів становила 88 795 доларів для чоловіків та 63 094 долари для жінок. За межею бідності перебувало 3,5 % осіб, у тому числі 5,7 % дітей у віці до 18 років та 3,4 % осіб у віці 65 років та старших.
Цивільне працевлаштоване населення становило 4070 осіб. Основні галузі зайнятості: освіта, охорона здоров'я та соціальна допомога — 30,6 %, науковці, спеціалісти, менеджери — 13,3 %, роздрібна торгівля — 10,1 %, фінанси, страхування та нерухомість — 9,6 %.